# Nikita Aleksiejew (siatkarz)
Nikita Aleksiejewicz Aleksiejew (ros. Никита Алексеевич Алексеев; ur. 15 lipca 1992 w Baszkortostanie) – rosyjski siatkarz, grający na pozycji atakującego.
W sezonie 2014/2015 pełnił służbę w wojsku.

## Sukcesy klubowe
Puchar Challenge:
- 2013

Mistrzostwo Rosji:
- 2018
- 2013, 2019

Superpuchar Rosji:
- 2017, 2018

Puchar Rosji:
- 2017, 2018

Klubowe Mistrzostwa Świata:
- 2017

Liga Mistrzów:
- 2018
- 2019

## Sukcesy reprezentacyjne
Mistrzostwa Europy Kadetów:
- 2009

Mistrzostwa Europy Juniorów:
- 2010

Mistrzostwa Świata Juniorów:
- 2011